# Donnerhain
Der Donnerhain ist ein 560,7 m ü. NHN hoher Berg des Rothaargebirges. Er liegt bei Würgendorf im nordrhein-westfälischen Kreis Siegen-Wittgenstein.

## Geographie

### Lage
Der im Südteil des Rothaargebirges im Gemeindegebiet von Burbach nördlich des Ortsteils Würgendorf und dessen Ortslage Wasserscheide gelegene Donnerhain gehört zum Massiv der Kalteiche. Er ist die zweithöchste Erhebung der Würgendorfer Gemarkung. Auf seinem Osthang, der zum Naturpark Lahn-Dill-Bergland gehört, befindet sich das Quellgebiet der Heller. Der Westausläufer des bewaldeten Bergs ist der Holzholzer Kopf (542,9 m) und sein Südausläufer der Stein (555,9 m). Auf der gemeinsamen Südflanke von Donnerhain und Holzholzer Kopf entspringt der Bachseifen, der bei Würgendorf in die Heller mündet, und auf deren gemeinsamen Nordflanke der Gretenbach, der dem Wiebelhäuser Bach zufließt.

### Naturräumliche Zuordnung
Der Donnerhain gehört in der naturräumlichen Haupteinheitengruppe Süderbergland (Nr. 33) in der Haupteinheit Rothaargebirge (mit Hochsauerland) (333) und in der Untereinheit Dill-Lahn-Eder-Quellgebiet (333.0) zum Naturraum Kalteiche (mit Haincher Höhe) (333.00).

### Berghöhe
Der Donnerhain ist im Rahmen seiner Südostkuppe 560,7 m hoch. Von dort leitet eine 558,3 m hohe Stelle zur Nordwestkuppe über, die laut auf der Deutschen Grundkarte ersichtlichen obersten Höhenlinie etwa 559 m hoch ist; jeweils wenige Meter ostnordöstlich und westsüdwestlich der höchsten Stelle dieser Kuppe liegt je ein trigonometrischer Punkt auf 558,8 m und 557,7 m Höhe. An diese Kuppe schließt sich im Nordwesten das Höhchen an.

## Infrastruktur
Nördlich und östlich vorbei am Donnerhain führt die Bundesautobahn 45; parallel zu dieser verläuft im Osten auch die Bundesstraße 54. Sein Plateau ist öffentlich unzugänglich, da es von der Dynamit Nobel AG für Sprengarbeiten genutzt wird.

## Höhchen
Etwa 530 m nordwestlich vom Berggipfel liegt als bewaldete Nebenkuppe des Donnerhain das Höhchen (557,2 m), zu dem eine 553,1 m hohe Scharte überleitet. Bis auf dessen West- und Nordflanke reichen Teile des Landschaftsschutzgebiets Landeskroner Weiher, Wiebelhausen (CDDA-Nr. 555558593), das 1974 ausgewiesen wurde und 7,9959 km² groß ist.